# الکساندراس استولگینسکیس
الکساندراس استولگینسکیس (انگلیسی: Aleksandras Stulginskis؛ ۲۶ فوریهٔ ۱۸۸۵ – ۲۲ سپتامبر ۱۹۶۹) یک سیاست‌مدار اهل لیتوانی بود. وی از ژوئن ۱۹۲۰ تا ژوئن ۱۹۲۶ رئیس‌جمهور این کشور بود.